# Essai de fatigue
 (mai 2021).
La mise en forme du texte ne suit pas les recommandations de Wikipédia : il faut le « wikifier ».
Les points d'amélioration suivants sont les cas les plus fréquents :
- Les titres sont pré-formatés par le logiciel. Ils ne sont ni en capitales, ni en gras.
- Le texte ne doit pas être écrit en capitales (les noms de famille non plus), ni en gras, ni en italique, ni en « petit »…
- Le gras n'est utilisé que pour surligner le titre de l'article dans l'introduction, une seule fois.
- L'italique est rarement utilisé : mots en langue étrangère, titres d'œuvres, noms de bateaux, etc.
- Les citations ne sont pas en italique mais en corps de texte normal. Elles sont entourées par des guillemets français : « et ».
- Les listes à puces sont à éviter, des paragraphes rédigés étant largement préférés. Les tableaux sont à réserver à la présentation de données structurées (résultats, etc.).
- Les appels de note de bas de page (petits chiffres en exposant, introduits par l'outil «  Source ») sont à placer entre la fin de phrase et le point final[comme ça].
- Les liens internes (vers d'autres articles de Wikipédia) sont à choisir avec parcimonie. Créez des liens vers des articles approfondissant le sujet. Les termes génériques sans rapport avec le sujet sont à éviter, ainsi que les répétitions de liens vers un même terme.
- Les liens externes sont à placer uniquement dans une section « Liens externes », à la fin de l'article. Ces liens sont à choisir avec parcimonie suivant les règles définies. Si un lien sert de source à l'article, son insertion dans le texte est à faire par les notes de bas de page.
- La présentation des références doit suivre les conventions bibliographiques. Il est recommandé d'utiliser les modèles {{Ouvrage}}, {{Chapitre}}, {{Article}}, {{Lien web}} et/ou {{Bibliographie}}. Le mode d'édition visuel peut mettre en forme automatiquement les références.
- Insérer une infobox (cadre d'informations à droite) n'est pas obligatoire pour parachever la mise en page.

Pour une aide détaillée, merci de consulter Aide:Wikification.
Si vous pensez que ces points ont été résolus, vous pouvez retirer ce bandeau et améliorer la mise en forme d'un autre article.

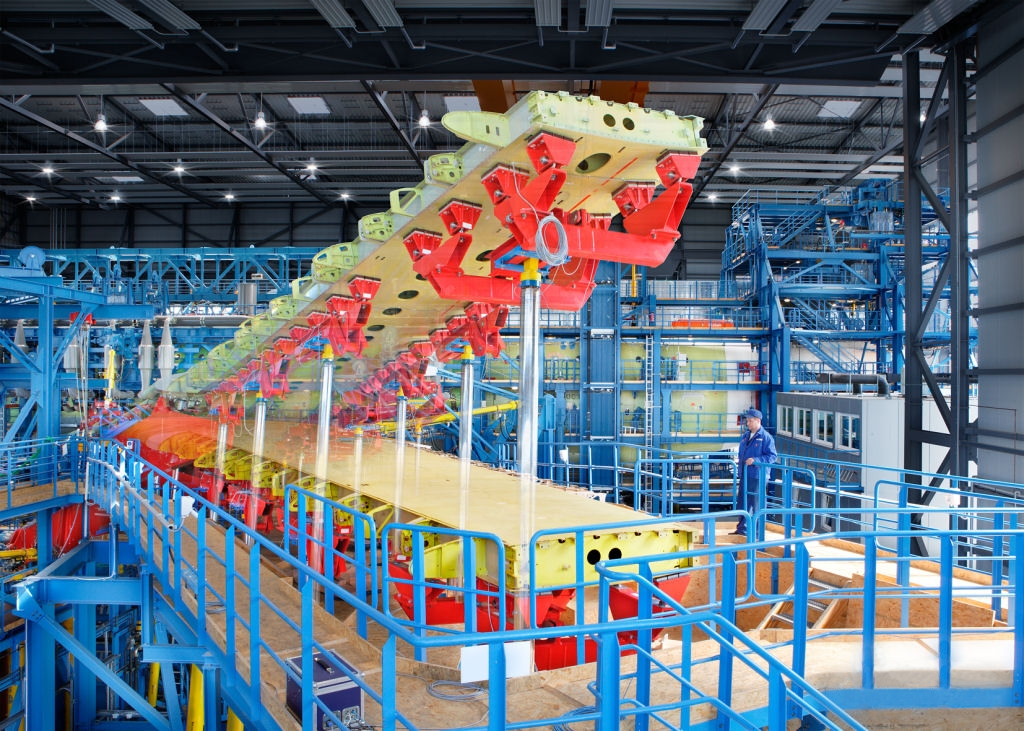
Essai de fatigue IABG de l'aile de l'Airbus A380. L'aile a été testée pour un total de 47500 vols, soit 2,5 fois le nombre de vols en 25 années de fonctionnement. Simulé sur le banc d'essai de fatigue, chaque vol de 16 heures a duré 11 minutes.

Un essai de fatigue est un type d'essai mécanique réalisé en appliquant une charge cyclique à une éprouvette ou à une structure. Ces essais sont utilisés pour générer des données sur la résistance à la fatigue, la croissance des fissures, identifier les emplacements critiques ou démontrer la sécurité d'une structure qui peut être sensible à la fatigue. Les essais de fatigue sont réalisés sur une gamme de composants allant d'éprouvettes de taille réduite à des essais sur structures à l'échelle 1:1 telle que les automobiles et les avions.
Les essais de fatigue sur éprouvettes sont généralement réalisés à l'aide de machines servohydrauliques capables d'appliquer des charges cycliques variables de grande amplitude. Des essais à amplitude constante peuvent aussi être appliqués par des machines oscillantes plus simples. La durée de vie en fatigue d'une éprouvette est le nombre de cycles nécessaires à la rupture de celle-ci. Ces données peuvent être utilisées pour créer des courbes de Wöhler ou des courbes déformation-durée de vie. La vitesse de propagation de fissure est habituellement mesurée pendant l'essai, mais peut aussi être mesurée post mortem en observant les stries de fatigue sur les faciès de rupture. Les essais sur éprouvettes peuvent également être effectués à l'intérieur d'enceintes où la température, l'humidité et l'environnement, susceptibles d'affecter la vitesse de propagation des fissures, sont contrôlés.
Pour les essais de structure à l'échelle 1:1, en raison des dimensions et géométries particulières, il est nécessaire de construire des bancs d'essai spécifiques qui appliquent des charges par le biais d'une série d'actionneurs hydrauliques ou électriques. Les actionneurs visent à reproduire les charges importantes subies par une structure qui, dans le cas des avions, peuvent être constituées de manœuvres, de rafales, de vibrations et de charges sol-air-sol. Un spectre de chargement représentatif est appliqué en boucle jusqu'à ce que la durée de vie de la structure soit démontrée ou que des défaillances surviennent et doivent être réparées. Des instruments tels que des capteurs de force, des jauges de déformation et des capteurs de déplacement sont installés sur la structure pour s'assurer que la bonne charge est appliquée. Des contrôles non destructifs de la structure sont effectués périodiquement autour des zones de concentration de contraintes critiques telles que les trous et les raccords. Ils sont effectués pour déterminer le moment où des fissures détectables ont été trouvées et pour s'assurer que toute fissure qui se produit n'affecte pas les autres zones de la structure testée. Comme toutes les charges ne peuvent pas être appliquées, toute charge structurelle déséquilibrée est généralement soumise au plancher par le biais d'une structure non critique telle que le train d’atterrissage.
Les normes de navigabilité aérienne exigent souvent qu'un essai de fatigue soit effectué pour les avions de grande taille, avant leur certification, afin de déterminer leur durée de vie. Les avions plus petits peuvent démontrer leur sécurité par des calculs, bien que des coefficients de sécurité ou de dispersion plus importants soient habituellement utilisés en raison de l'incertitude supplémentaire.

## Tests sur éprouvettes

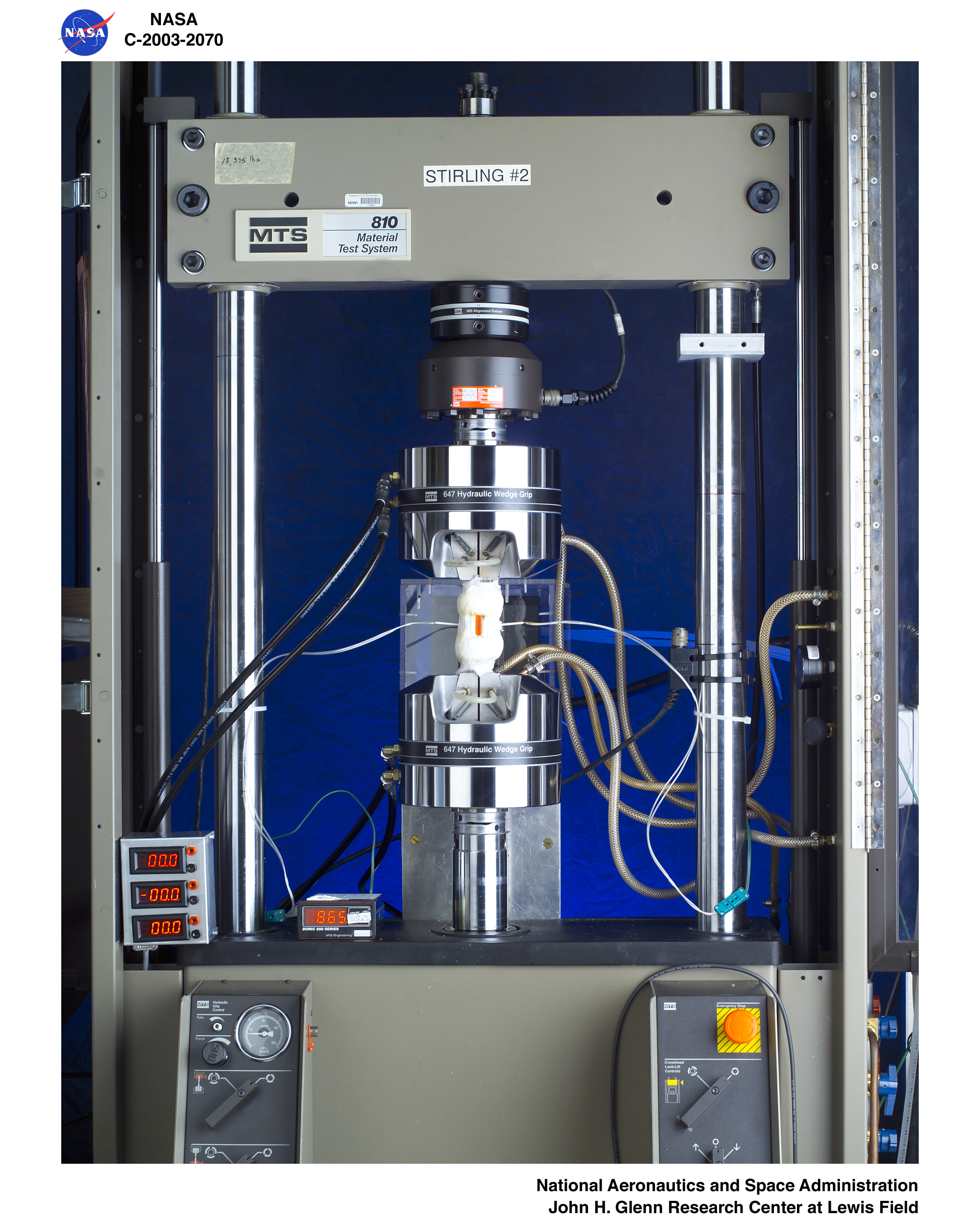
Machine d'essai de fatigue MTS-810

Les essais de fatigue sont utiles pour obtenir des informations sur les matériaux tels que la vitesse de propagation des fissures de fatigue. Ces données peuvent ensuite être combinées avec des équations de croissance de fissure pour prédire la durée de vie en fatigue. Les tests fournissent généralement la vitesse de propagation par cycle {\displaystyle da/dN} en fonction de l'amplitude du facteur d'intensité des contraintes {\displaystyle \Delta K=K_{\max }-K_{\min }} (ou simplement {\displaystyle \Delta K=K_{\max }} si {\displaystyle K_{\min }<0}). Des tests standardisés ont été développés pour assurer la répétabilité et permettre de déterminer facilement le facteur d'intensité de contraintes, mais d'autres géométries d'éprouvettes peuvent être utilisées à condition d'être assez grande pour être principalement élastique.

### Géométries d'éprouvettes
Différentes géométries d'éprouvettes peuvent être utilisées. Les plus courantes sont les suivantes :
- L'éprouvette Compact Tension (« CT » ou « C(T) »). L'éprouvette CT utilise la plus petite quantité de matériau possible pour mesurer la vitesse de propagation des fissures[4]. La charge est appliquée à l'éprouvette par le biais de deux goupilles. Cette méthode empêche cependant l'application précise de charges proches de zéro et l'éprouvette n'est donc pas recommandée lorsque des charges négatives doivent être appliquées.
- L'éprouvette Center Crack Tensile (« CCT » ou « M(T) »). Celle-ci se présente sous la forme d'une plaque rectangulaire avec une entaille au centre. La charge est appliquée par le biais de goupilles, de vis, ou d'un serrage mécanique ou hydraulique suivant la géométrie choisie.
- L'éprouvette Single Edge Notch Tension (« SENT »)[5]. L'éprouvette à simple entaille latérale est une version allongée de l'éprouvette CT.

### Instruments
Les instruments suivants sont couramment utilisés pour surveiller les tests des éprouvettes :
- Les jauges de contrainte sont utilisées pour surveiller les charges ou les champs de contrainte appliqués autour de la pointe de la fissure. Elles peuvent être placées sous le trajet de la fissure ou sur la face arrière d'une éprouvette compacte[6].
- Un extensomètre ou une jauge de déplacement peut être utilisé pour mesurer le déplacement de l'ouverture de la pointe de la fissure à l'embouchure de celle-ci. Cette valeur peut être utilisée pour déterminer le facteur d'intensité des contraintes qui varie avec la longueur de la fissure. Les jauges de déplacement peuvent aussi être utilisées pour mesurer la raideur d'une éprouvette et la position pendant le cycle de chargement, lorsque le contact entre les faces opposées de la fissure se produit, afin de mesurer la fermeture de fissure.
- Les charges d'essai appliquées sont généralement surveillées sur la machine d'essai avec une cellule de charge.
- Un microscope optique mobile peut être utilisé pour mesurer la position de la pointe de la fissure.
- Un système de suivi électrique peut également être utilisé pour déterminer la longueur de fissure.

## Essais de fatigue grandeur nature

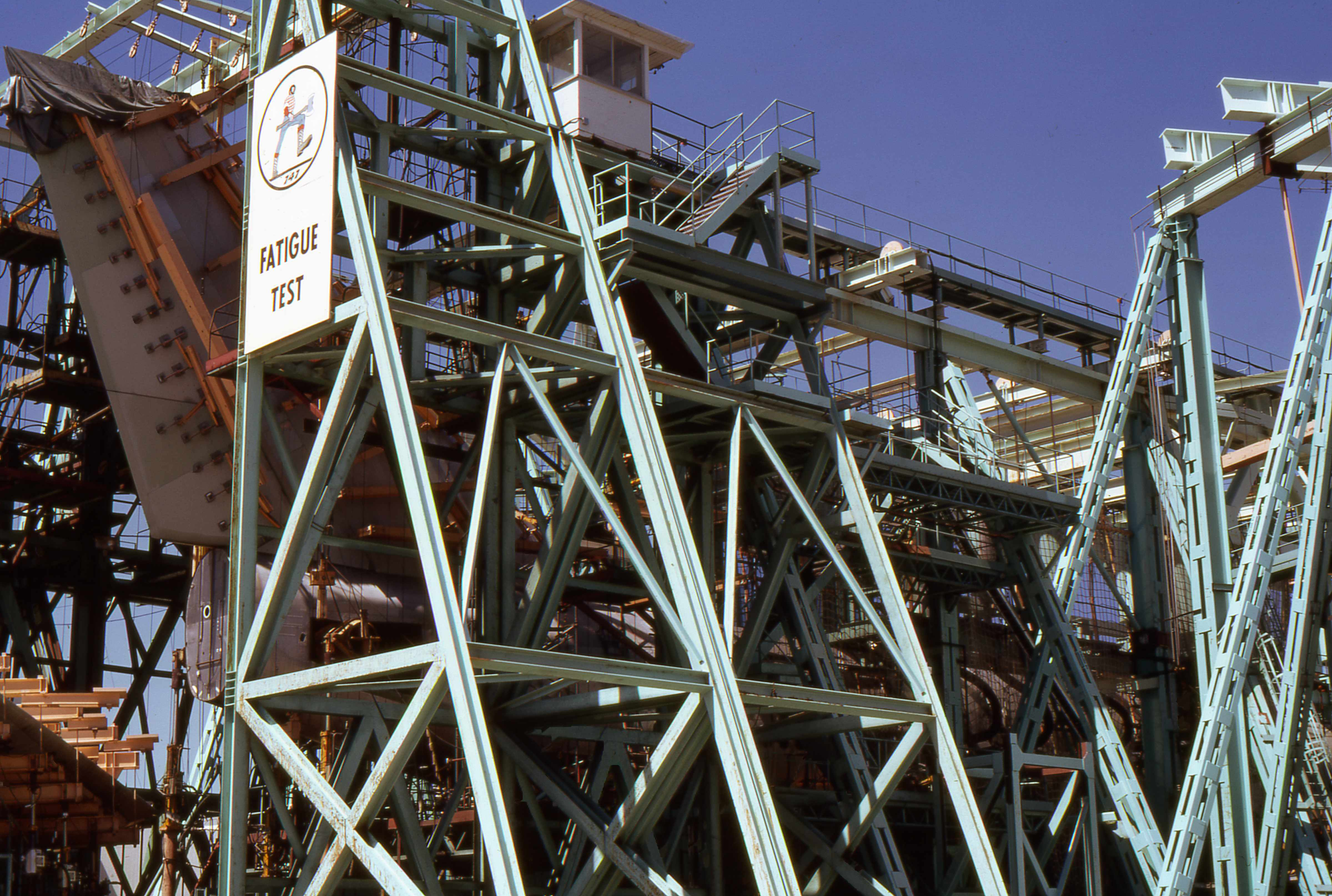
Essai de fatigue chez Boeing Everett

Des essais grandeur nature peuvent être utilisés pour :
1. Valider le programme d'entretien de l'avion.
2. Démontrer la sécurité d'une structure susceptible d'être endommagée par la fatigue.
3. Générer des données de fatigue.
4. Valider les attentes concernant l'initiation des fissures et le modèle de croissance.
5. Identifier les emplacements critiques.
6. Valider le logiciel utilisé pour concevoir et fabriquer l'avion.

Les essais de fatigue peuvent également être utilisés pour déterminer dans quelle mesure les dommages dus à la fatigue peuvent constituer un problème.

### Structure de test
La certification exige de connaître et de rendre compte de l'historique complet des charges subies par une structure de test. L'utilisation de structures qui ont déjà été utilisées pour des essais de résistance statique peut causer des problèmes lorsque des surcharges sont appliquées et cela peut retarder la vitesse de croissance des fissures de fatigue.
Les charges d'essai sont généralement enregistrées à l'aide d'un système d'acquisition de données acquérant des données à partir de milliers d'entrées provenant d'instruments installés sur la structure de test, notamment : des jauges de contrainte, des manomètres, des dynamomètres, des capteurs de déplacement, etc.
Les fissures de fatigue prennent habituellement naissance dans des zones à fortes contraintes telles que des concentrations de contraintes ou des défauts de matériau et de fabrication. Il est important que la structure de test soit représentative de toutes ses caractéristiques.
Les fissures peuvent provenir des sources suivantes :
- Fretting, souvent dû à des charges dynamiques à nombre de cycles élevés.
- Trous mal percés ou trous de taille incorrecte pour des fixations à ajustement serré[7].
- Traitement des matériaux et défauts tels que des inclusions cassées[8].
- Concentrations de contraintes telles que les trous et les filets.
- Rayures, dommages dus aux chocs.

### Séquence de charge
Un bloc de charge représentatif est appliqué de façon répétée jusqu'à ce que la durée de vie de la structure soit démontrée ou que des défaillances se produisent et doivent être réparées. La taille de la séquence est choisie de manière que les charges maximales, susceptibles de provoquer des effets de ralentissement, soient appliquées assez souvent, habituellement au moins dix fois tout au cours de l'essai, pour qu'il n'y ait pas d'effets de séquence.
La séquence de chargement est généralement filtrée pour éliminer l'application de petits cycles d'endommagement sans fatigue qui prendraient trop de temps à appliquer. Deux types de filtrage sont généralement utilisés :
1. Le filtrage de bande morte élimine les petits cycles qui se situent entièrement dans une certaine plage, telle que +/- 3 g.
2. Le filtrage de la montée et de la descente élimine les petits cycles inférieurs à une certaine plage, par exemple 1 g.

La fréquence d'essai est souvent limitée à quelques Hz et doit éviter la fréquence de résonance de la structure.

### Banc d'essai

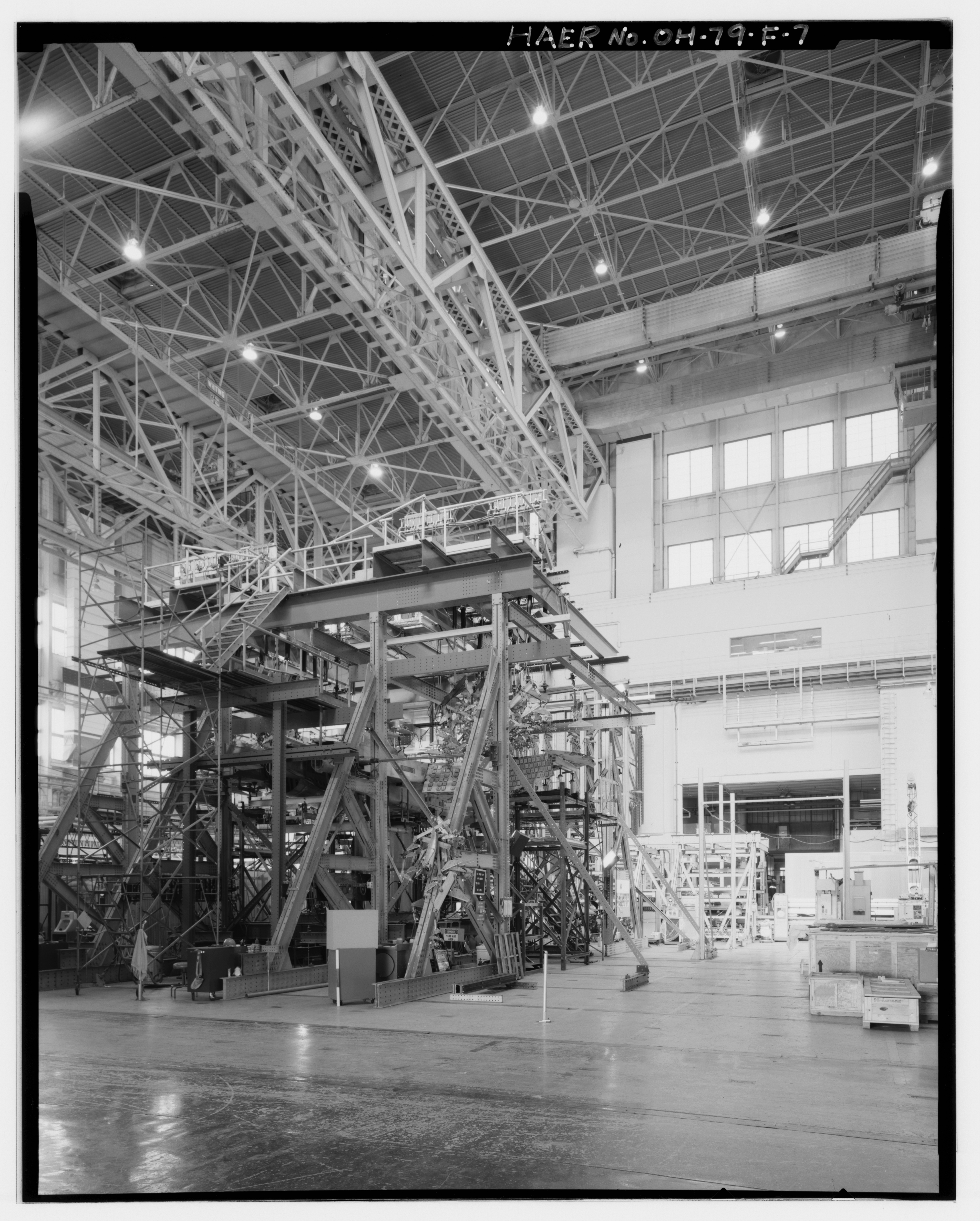
Banc d'essai de fatigue à la base aérienne de Wright-Patterson

Tous les composants qui ne font pas partie de la structure d'essai ou de l'instrumentation sont appelés bancs d'essai. Les composants suivants sont généralement utilisés dans les essais de fatigue en grandeur réelle.
Afin d'appliquer les charges correctes aux différentes parties de la structure, un mécanisme appelé Whiffletrees (en) est utilisé pour répartir les charges d'un actionneur de chargement à la structure testée. Les charges appliquées à un point central sont réparties à travers une série de poutres reliées par des goupilles pour produire des charges connues aux extrémités. Chaque extrémité est habituellement fixée à un tampon collé sur la structure, comme une aile d'avion. Des centaines de tampons sont appliqués pour reproduire les charges aérodynamiques et inertielles observées sur l'aile. Comme le whiffletree se compose de liaisons en tension, il est incapable d'appliquer des charges de compression. C'est pourquoi des whiffletrees indépendants sont souvent utilisés sur les côtés supérieurs et inférieurs des essais de fatigue des ailes.
Des actionneurs hydrauliques, électromagnétiques ou pneumatiques sont utilisés pour appliquer des charges à la structure, soit directement, soit par l'intermédiaire d'un whiffletree pour répartir les charges. Un capteur de force est placé en ligne avec l'actionneur et est utilisée par le contrôleur de charge pour contrôler les charges dans l'actionneur. Lorsque de nombreux actionneurs sont utilisés sur une structure de test flexible, il peut y avoir une interaction croisée entre les différents actionneurs. Le contrôleur de charge doit veiller à ce que des cycles de chargement parasites ne soient pas appliqués à la structure en raison de cette interaction.
Les contraintes de réaction peuvent également être utilisées. De multiples charges, telles que les forces aérodynamiques et internes, sont régies par des forces internes absentes lors d'un essai de fatigue. Par conséquent, les charges sont éliminées de la structure e, des points non critiques telles que le train d'atterrissage ou à travers des dispositifs de retenue sur le fuselage.
Un capteur de déplacement peut être utilisé pour mesurer le déplacement des emplacements critiques sur la structure. Les limites de ces déplacements peuvent être utilisées pour signaler la défaillance d'une structure et arrêter automatiquement l'essai.
Enfin, on peut recourir à une structure non représentative. Certaines structures d'essai peuvent être coûteuses ou indisponibles et sont généralement remplacées sur la structure de test par une structure équivalente. Une structure proche des points de fixation de l'actionneur peut voir une charge irréaliste qui rend ces zones non représentatives.

### Instruments
Les instruments suivants sont généralement utilisés pour un essai de fatigue :
- jauge de déformation
- accéléromètres
- capteur de déplacement
- capteur de force
- capteur de fissure
- capteurs de surveillance de l'état de la structure

Il est important d'installer, sur la structure d'essai, des jauges de contrainte qui sont également utilisées pour surveiller les avions de la flotte. Cela permet d'effectuer les mêmes calculs de dommages sur l'article d'essai que ceux utilisés pour suivre la durée de vie en fatigue des avions de la flotte. C'est le principal moyen de s'assurer que les avions de la flotte ne dépassent pas la durée de vie déterminée à partir de l'essai de fatigue.

### Inspections
Les inspections sont une composante d'un essai de fatigue. Il est important de savoir quand une fissure détectable se produit afin de déterminer la durée de vie de chaque composant. En plus de minimiser les dommages à la structure environnante et de développer des réparations ayant un impact minimal sur la certification de la structure adjacente. Des inspections non destructives peuvent être effectuées pendant les essais et des essais destructifs peuvent être utilisés à la fin des essais pour s'assurer que la structure conserve sa capacité de charge.

### Certification
L'interprétation et la certification des essais consistent à utiliser les résultats de l'essai de fatigue pour justifier la durée de vie et le fonctionnement en toute sécurité d'une structure. L'objectif de la certification est de garantir que la probabilité de défaillance en service est assez faible. Les facteurs suivants peuvent devoir être considérés :
- nombre d'essais
- symétrie de la structure d'essai et de la charge appliquée
- installation et certification des réparations
- facteurs de dispersion
- variabilité des matériaux et des procédés de fabrication
- environnement
- criticité

Les normes de navigabilité aérienne exigent généralement qu'un avion reste sûr même si la structure est dans un état dégradé en raison de la présence de fissures de fatigue.

## Essais de fatigue notables
- Essais de charge à l'épreuve du froid du F-111. Ces essais consistaient à appliquer des charges limites statiques à des avions qui avaient été refroidis pour réduire la taille critique de la fracture. La réussite de l'essai signifiait qu'il n'y avait pas de grandes fissures de fatigue présentes. Lorsque des fissures étaient présentes, les ailes subissaient une défaillance catastrophique[8].
- L'International Follow-On Structural Fatigue Test Program (IFOSTP) était un projet conjoint entre l'Australie, le Canada et les États-Unis visant à tester la fatigue du F / A-18 Hornet. L'essai australien impliquait l'utilisation de secoueurs électrodynamiques et d'airbags pneumatiques pour simuler des charges de buffets à angle d'attaque élevé sur l'empennage[12],[13].
- De Havilland Comet a subi une série de pannes catastrophiques qui se sont finalement avérées être dues à la fatigue malgré les essais de fatigue.
- Des essais de fatigue sur 110 ensembles d'ailes Mustang ont été réalisés pour déterminer la dispersion de la durée de vie en fatigue[9].
- Le roman No Highway et le film No Highway in the Sky parlaient d'un essai de fatigue fictif du fuselage d'un avion de ligne.
- Des essais de fatigue ont également été utilisés pour développer des fissures de fatigue trop petites pour être détectées[14].